# Ulrich von Pottenstein

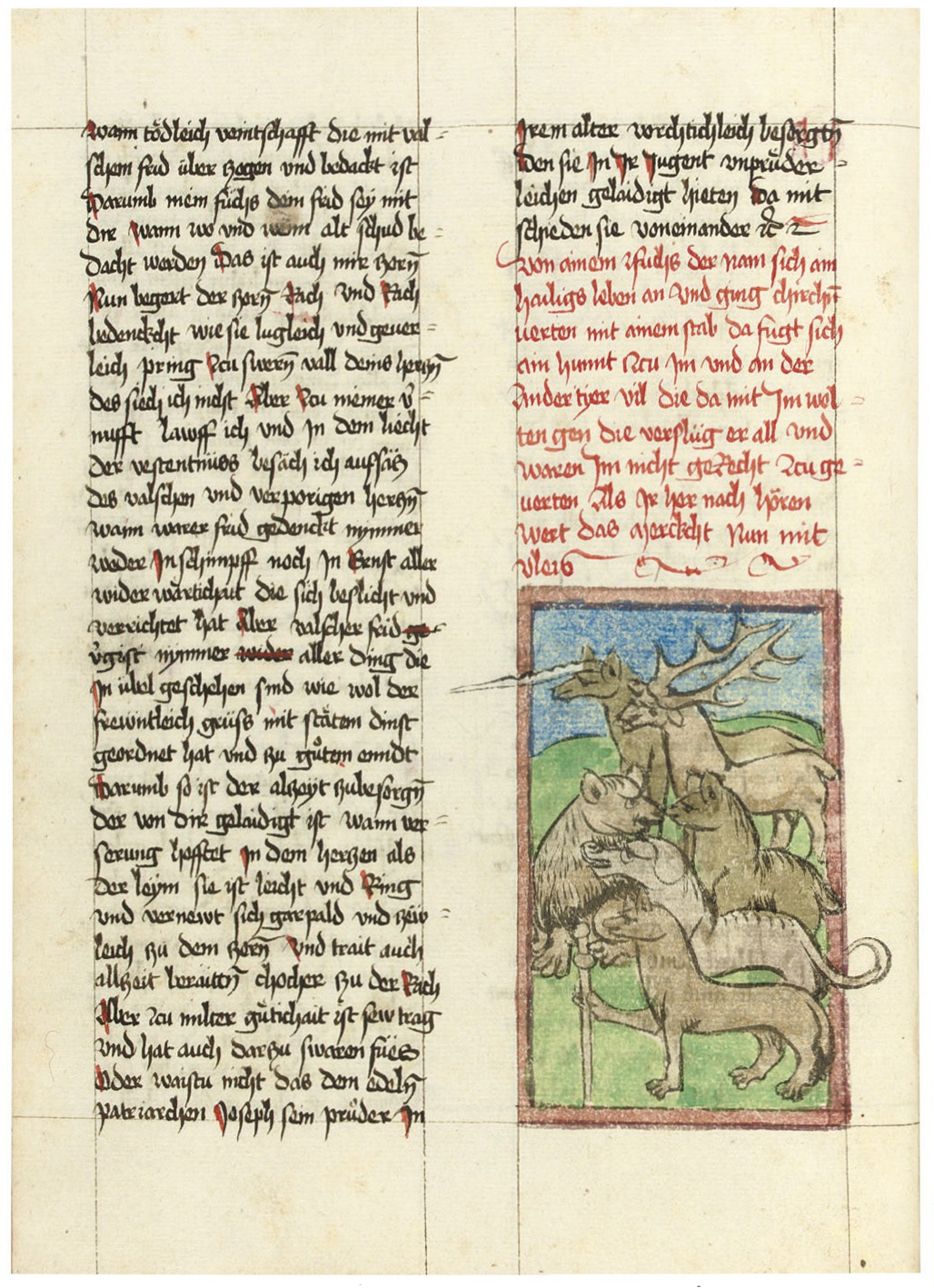
Handschriftillustration Ulrich von Pottensteins um 1453

Ulrich von Pottenstein (* ca. 1360; † ca. 1417) war ein österreichischer geistlicher Prosaschriftsteller und wichtiger Vertreter der sogenannten Wiener Schule um 1400.
Ulrich von Pottenstein war Seelsorger von Herzogin Beatrix (Gemahlin Albrechts III. von Österreich) und Hofkaplan von Herzog Albrecht IV. von Österreich. Seit mindestens 1395 wirkte er als Pfarrer von Pottenstein in Niederösterreich. Von 1403 bis mindestens 1410 war er Pfarrer von Mödling, ab 1412 bis zu seinem Tode Pfarrer und Dechant von Enns. Von ihm stammt die deutsche Übersetzung der 95 sogenannten Cyrillus-Fabeln und ein gewaltiges katechetisches Kompendium in deutscher Sprache.